# پریمرا (تگزاس)
پریمرا، تگزاس(به انگلیسی: Primera, Texas) شهری در ایالت تگزاس از ایالات جنوبی ایالات متحده آمریکا است. در سرشماری سال ۲۰۰۰، جمعیت این شهر ۲۷۲۳ نفر اعلام شد.